# Ron Marchini
Ron Marchini (Stockton, 4 marzo 1945) è un karateka e attore statunitense.
Ron Marchini è un karateka e attore americano che, secondo molti artisti marziali, è uno dei migliori combattenti di tornei di karate di tutti i tempi.

## Biografia

### Arti marziali
Marchini è membro della Hall of Fame della Cintura Nera. Nel 1967 Marchini vinse il Torneo della Costa del Pacifico. Nel 1969, Marchini fu il combattente di karate numero uno negli Stati Uniti.  Marchini vinse il Torneo dei Campioni di Henry Cho nel 1968. Secondo Chuck Norris, Marchini è stato uno degli avversari più difficili che abbia mai affrontato. Marchini fu considerato il miglior combattente difensivo nel karate dal 1967 al 1970. Nel 1972, Marchini è stato classificato il combattente di karate numero 3 negli Stati Uniti.

### Vita privata
Marchini era un soldato e sergente dell'esercito degli Stati Uniti. Marchini ha lavorato come combattente per tornei di arti marziali, proprietario di scuola, attore e produttore cinematografico. Marchini è sopravvissuto a una sparatoria.

### Media
Marchini è autore di numerosi libri, tra cui Power Training in Kung-Fu e Karate, The Ultimate Art: Renbukai Volume 1, The Ultimate Art: Renbukai Volume 2, The Ultimate Art: Renbukai Volume 3 e The Ultimate Art: Renbukai Volume 4 . Marchini ha recitato nel film Omega Cop del 1990 e nel sequel del 1991 Karate Cop, nonché nel film Death Machines .

## Filmografia
- Karate Raider (1995)
- Karate Cop (1991)
- Omega Cop (1990)
- Arctic Warriors (1989)
- Return Fire (1988)
- Forgotten Warrior (1986)
- Jungle Wolf (1986)
- Ninja Warriors (1985)
- Dragon's Quest (1983)
- Death Machines (1976)
- Murder in the Orient (1974)
- New Gladiators - documentario (1973)